# Staré
Staré – wieś (obec) na Słowacji położona w kraju koszyckim, w powiecie Michalovce. Pierwsze wzmianki o miejscowości pochodzą z roku 1273. 
Według danych z dnia 31 grudnia 2012, wieś zamieszkiwało 786 osób, w tym 408 kobiet i 378 mężczyzn.
W 2001 roku pod względem narodowości i przynależności etnicznej 99,26% mieszkańców stanowili Słowacy.
Ze względu na wyznawaną religię struktura mieszkańców kształtowała się w 2001 roku następująco:
- Katolicy rzymscy – 96,94%
- Grekokatolicy – 2,08%
- Ewangelicy – 0,12%
- Prawosławni – 0,25%
- Nie podano – 0,61%